# Vicenta López de Carrizosa y Giles
Vicenta López de Carrizosa y Giles (Jerez de la Frontera, 1862 - Jerez de la Frontera, 9 de febrero de 1912) fue una persona influyente en la sociedad Jerezana del siglo XIX y XX.

## Biografía
Casada con su doble tío, Pedro de Giles y López de Carrizosa, en 1884, que falleció el 4 de junio de 1886. Tuvieron un hijo, Miguel.
Era hija de Francisco Javier López de Carrizosa y Pavón, Marqués de Casa-Pavón y de Mochales, y de Rosario Giles y Rivero.
Vicenta era la tercera de nueve hermanos, entre ellos:
- Francisco Javier, marqués de Casa-Pavón, que fue alcalde de Jerez.
- Miguel, marqués de Mochales, que fue ministro de abastecimientos del gobierno de Sánchez Toca.
- José, Marqués de Casa-Bermeja, que sumaría en si los otros dos títulos anteriores.
- Álvaro, conde de Moral de Calatrava.
- Lorenzo, marqués de Salobral.
- Luis, conde de Peraleja.
- Pedro, barón de Algar del Campo.